# Stephen Hawking's Favorite Places
Stephen Hawking's Favorite Places (Los lugares favoritos de Stephen Hawking) es una serie documental original que se lanzó exclusivamente en CuriosityStream, en colaboración con la productora Bigger Bang. Stephen Hawking protagoniza y narra la serie, en la que pilotea una nave espacial de imágenes generadas por computadora (CGI) (SS Hawking) en todo el Universo, haciendo paradas en algunos de sus lugares favoritos y discutiendo el significado científico de cada ubicación. 
El episodio 1 lleva a Hawking de los agujeros negros al Big Bang, Saturno a Santa Bárbara, California . 
El episodio 2 encuentra a Hawking en busca de la teoría de todo. También discute la solución del Gran Filtro a la paradoja de Fermi y los peligros de la inteligencia artificial en una visita a Próxima Centauri b. 
El episodio 3 continúa los temores de Hawking con respecto a la IA, así como su búsqueda de una teoría de todo. También presenta el concepto de multiverso y el principio antrópico. Tenía una fecha de lanzamiento prevista para el 19 de abril de 2018. Sin embargo, con la muerte de Hawking el 14 de marzo, CuriosityStream lanzó el tercer episodio, haciendo que los tres episodios sean gratuitos para transmitir en su sitio web como tributo.
El 5 de octubre de 2017, la serie ganó el Premio Emmy de Noticias y Documentales por Diseño Gráfico y Dirección de Arte Sobresalientes, en una categoría con sus pares de Smithsonian Channel, Discovery Channel, PBS y Vox. 

## Premios y nominaciones
Premio Emmy de Noticias y Documentales
- Excelente diseño gráfico y dirección de arte (Ganador, 2017)

## Cobertura mediática
- International Business Times[6]
- Daily Mail[7]
- GeekWire [8]